# Аматор Осерский

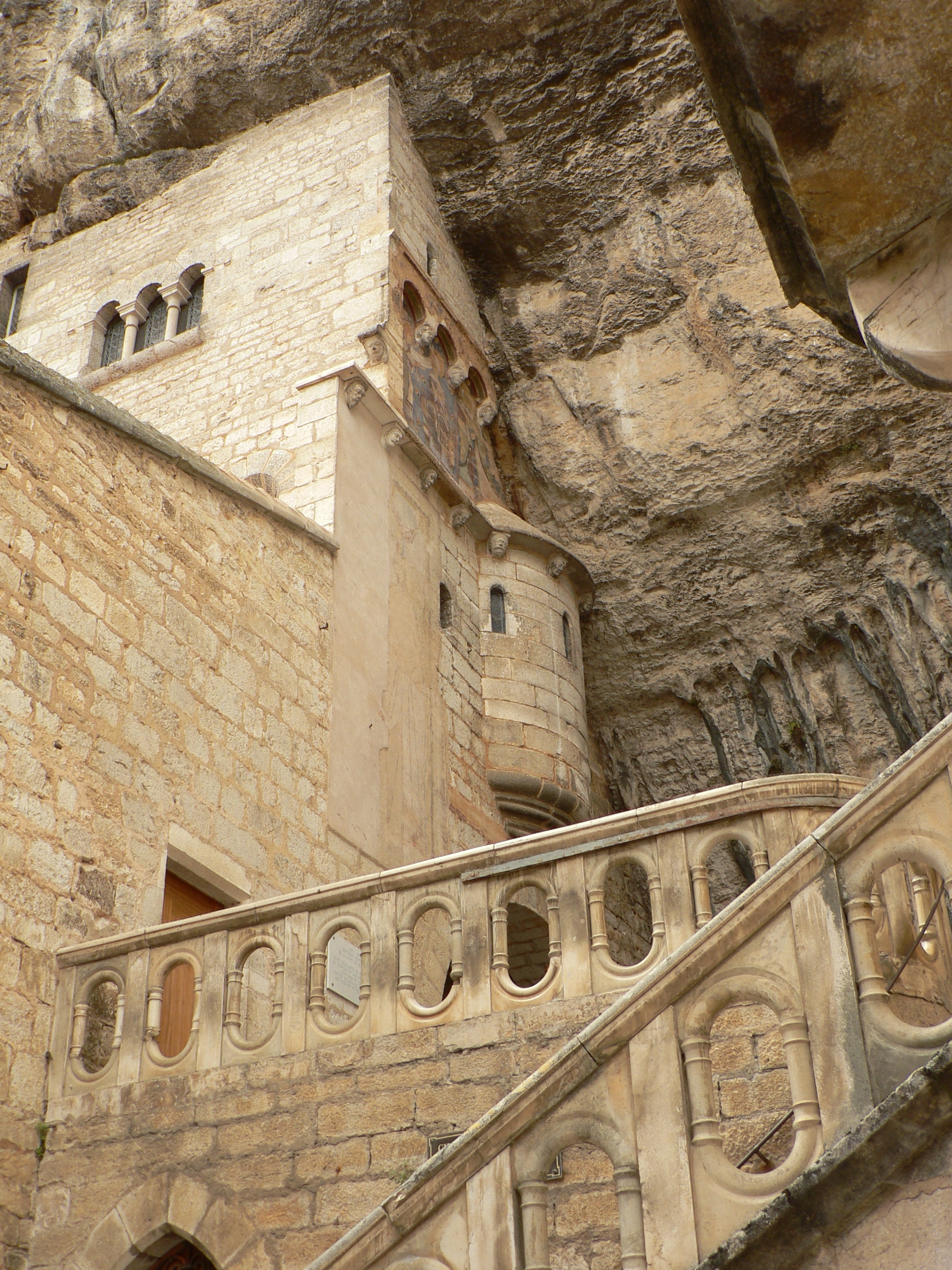
Святилище Рокамадур, Франция, где хранятся мощи святого Аматора

 Аматор  (фр. Amadour, Amatre, 344, Осер, Франция — 1 мая 418, там же) — святой Римско-Католической Церкви, епископ Осера с 388 года.

## Биография
Аматор после изучения богословия по принуждению своих родителей женился на Марте. После свадьбы они по взаимному соглашению жили целомудренно как брат и сестра. Марта впоследствии стала монахиней, а Аматор был рукоположён в священника. В 388 году Аматор был рукоположён в епископа города Осер, где он в течение последующих тридцати лет проповедовал среди местных язычников, строил храмы. В Антиохии он обрёл и привёз во Францию мощи святых Кирика и Иулитты и распространил их почитание в стране.
Житие Аматора написал его преемник на епископской кафедре святой Герман. В иконографии святой Аматор изображается с топором в руках, стоящим возле дерева. Его именем названа французская коммуна Рокамадур, в котором находится санктуарий, основанный святым Аматором. В этом санктуарии находятся мощи святого Аматора. В настоящее время Рокамадур является известным паломническим и туристическим центром.
Святого Аматора из Оксера не следует путать с португальским святым Амадором, память которого отмечается 27 марта.
День памяти в католической церкви — 1 мая.